# 勝鬨スタジオ
株式会社勝鬨スタジオ（かちどきスタジオ）は、東京都台東区に拠点を置く日本のアニメ制作会社。アニメーション映像の企画・制作・デザインを行う株式会社エムツージーピー（MMDGP）のアニメーション制作部門。代表取締役は福井政文。

## 概要
2008年2月に株式会社弥栄堂フヰルムとして設立。取締役として塚原重義、すなふえが所属していた。
2009年3月に関連会社株式会社エムツージーピー（MMDGP）を設立。
2010年4月に関連会社株式会社勝鬨サウンドを設立し、それに合わせ同年6月に株式会社勝鬨スタジオへ商号変更。オリジナルIPの開発育成、バラエティ番組の一部として放送されるFLASHアニメーションを多く手がけている。
2023年10月に音響制作会社株式会社タトゥイーンサウンドを設立。自社音響制作と音楽制作、音楽レーベル事業と声優ワークショップ「シンクロワンボイス」をスタートさせる。
2024年6月に猫コンテンツの多展開化を目指して株式会社ねこだましいを設立する。

## 制作作品

### テレビアニメ
- うるさい相手（2008年、NHK総合「星新一ショートショート」内）

- うんこさん-ツイてる人にしか見えない妖精-（2009年、関西テレビ「音エモン」内）
- 炬燵猫（2009 - 2010年、テレビ神奈川・テレビ埼玉・三重テレビ・京都放送・サンテレビ）
- 食パンミミー（2010年 - 2012年、朝日放送）
- KAWAII COOK SAN（2011年、TOKYO MX「U・LA・LA@7」内・千葉テレビ「ごちそうライフ」内他）
- しあわせ配達タネコ（2011年、読売テレビ「キューン!」内）
- ソッキーズ フロンティアクエスト（2011年 - 2012年、NHK Eテレ「ビットワールド」内）
- がんばれ！納父さん（2011年、TOKYO MX）
- パンダのたぷたぷ（2012年 - 、読売テレビ・TOKYO MX・テレビ和歌山・福島中央テレビ他）
- ぬっこ。（2012年、中京テレビ「SKE48の世界征服女子」内）
- くびれ三姉妹（2012年、千葉テレビ他「MUSIC LAUNCHER」内）
- BLOODY BUNNY（2012年、千葉テレビ他「MUSIC LAUNCHER」内）
- ライチ DE 光クラブ（2012年、TOKYO MX）
- ちいさなおじさん（2012年 - 2014年、千葉テレビ「情報kitchen　金曜日はミックスフライ」内他）
- がんばれ!おでんくん（2013年 - 2015年、朝日放送、メ〜テレ、TOKYO MX他）
- 天保水滸伝NEO（2013年、千葉テレビ「ハピはぴ・モーニング〜ハピモ〜」内）
- 恋して!!ナマ子ちゃん（2013年、千葉テレビ「ごちそうライフ」内）
- ピクレレ（2013年 - 2014年、TOKYO MX「みんなで!ニコリッチ」内）
- ニャンだ?フル チャンネル（2014年 - 、中京テレビ）
  - にゃん符
  - 恋するニャントニオ
  - はかい猫しば
  - YADONEKO
  - 猫絵日記
  - こさじ じかん
  - 猫のロブ
- 猫のダヤン（2014年 - 2015年、千葉テレビ他「MUSIC LAUNCHER」他）
  - 猫のダヤン 日本へ行く（2015年、TOKYO MX）
  - 猫のダヤン ふしぎ劇場（2016年、TOKYO MX・中京テレビ他）
- 野良スコ（2014年 - 2015年、テレビ朝日系列「musicるTV」内）
- にゃんぷくにゃるま（2014年 - 2015年、関西テレビ「音エモン」内）
- 接続無用（2014年 - 2015年、TOKYO MX「5時に夢中!」内他）
- なみへー水族館（2015年 - 終了時期不明、tvk「キッズ劇場ピース・キッズ劇場エース」内）
  - 恋して!!ナマ子ちゃん
  - かれしはハンマーヘッドシャーク
  - くらげ★アイドル
- ハッピージョージ（2015年 - 2016年、テレビ東京系列「あにむす!」内）
- ナルどマ（2015年、関西テレビ「音エモン」内他）
- CoCO&NiCO（2015年、NHKワールド、TOKYO MX）
- バリィさんのいまばり弁講座（2015年 - 、TOKYO MX「5時に夢中!」内、愛媛朝日テレビ、朝日放送）
- きょーふ!ゾンビ猫（2015年 - 2016年、テレビ東京系列「あにむす!」内）
- ミムマムミント（2015年 - 2016年、TOKYO MX「キャラ@女子会」内）
- タマ&フレンズ 〜うちのタマ知りませんか?〜（2015年 - 2018年、TOKYO MX、朝日放送、中京テレビ、青森朝日テレビ、テレビユー山形、広島ホームテレビ、愛媛朝日テレビ、テレビ和歌山他）
- ネコこのゴロ（2016年、毎日放送、TOKYO MX、鹿児島読売テレビ他）
- ちょびっとづかん（2016年、キッズステーション、TOKYO MX、テレビ金沢）
- ぶっぷな毎日（2017年 - 2018年、関西テレビ）
- 新婚さんいらっしゃい!（2017年 - 、朝日放送）
- クイズとき子さん（2017年 - 、中京テレビ「はやりば」内）
- うさぎのマシュー（2018年 - 2019年、TOKYO MX 「あにまる劇場」内、テレビ愛知「はちまるまる」内）
- オコジョとヤマネ（2018年、TOKYO MX、関西テレビ、中京テレビ、テレビ信州他）
- カワウソラボ（2019年、TOKYO MX、関西テレビ）
- 今日もツノがある（2019年 - 、TOKYO MX 「あにまる劇場」内、関西テレビ他）
- 岐阜のたてかよこ（2019年、TOKYO MX「あにまる劇場」内、テレビ愛知「はちまるまる」内）
- ぽっこりーず（2020年、BS日テレ、ABCテレビ、テレビ愛知、青森朝日テレビ、テレビ北海道、石川テレビ、広島ホームテレビ、アニマックス他）
- 困ったじいさん（2020年、BS日テレ）
- まるまるマヌル（2020年、BS日テレ、ABCテレビ、テレビ愛知、青森朝日テレビ他）
- カオルの大切なモノ（2020年、BS日テレ）
- キンタマーニドッグ（2021年、ABCテレビ、テレビ愛知 「キャラ@声部」内他）
- おかしなさばくのスナとマヌ（2021年、関西テレビ「音いたち」内、他）
- お昼のショッカーさん（2022年、朝日放送テレビ、TOKYO MX、テレビ愛知 「キャラ@声部」内他）
- マッドトイチャッティ（2022年、ABCテレビ、テレビ愛知「キャラ＠声部」内）
- ＆SAUNA（2023年、北海道文化放送、新潟総合テレビ、BSフジ他）
- おいでよ 魔法少女村（不法占拠）（2025年、関西テレビ他）

### Webアニメ
- 海底ミカンの皮マイル（2008年）

- サク読み〜話題の本を読んだも同然〜（BeeTV）
- だめんず・うぉ〜か〜（2010年、BeeTV）
- うさぎのモフィ（2010年）
- ありがとうくまのふ（2013年、GYAO!）
- 大阪のおばちゃんで歴史が動いた（2022年、エンタニメ）
- ぴーち鬼パーチ鬼（2023年、YouTube）
- 五軍ホステス妖怪物語スナックBUKIMI（2023年、エンタニメ）
- 星Xからのラッコ（2024年、エンタニメ）

### 劇場アニメ
- とびだす絵本3D（2010年）
- ダヤンとタマと飛び猫と～3つの猫の物語～（2019年、イオンシネマ配給）
- リクはよわくない（2021年、東京テアトル他）
- ガディガルズ（2022年、シネ・リーブル池袋、テアトル新宿他）
- 劇場版～にゃん旅鉄道（2022年、テアトル郡山、イオンシネマ他）
- 劇場版～ふにゃーり日和（2025年、テアトル郡山、他）

### 実写
- UNDER100（2011年、TOKYO MX）
- KawaiiMelody（2015年、ニコニコ生放送）
- 瀬戸にゃん海（2019年 - 放送中、愛媛朝日テレビ）
- にゃんだ？フル　アイランド（2019年 - 放送中、テレビ瀬戸内）
- にゃん旅鉄道（2018年 - 放送中、福島中央テレビ「ゴジテレ」内）
- キャラ@声部（2020年 - 放送中、テレビ愛知、北海道文化放送、テレビユー福島、新潟総合テレビ、福井テレビ、石川テレビ、テレビ静岡、テレビ新広島、愛媛テレビ、テレビ西日本、テレビ和歌山他）
- 全国猫駅長会議（2024年7月 - 、テレビ和歌山、テレビ愛媛）

### ラジオドラマ
- ダヤンと霧の竜（2023年7月 - 11月、朝日放送ラジオ）

- ユメノメラジオ～晴れにほほえみ雨にて踊る～（2024年7月 - 、BAYFM）
- ダヤン、奇妙な夢を見る（2024年7月 - 、MBSラジオ、BAYFM）

## 勝鬨サウンド（関連企業）

### 番組企画
- 超!アニメ天国（2010年）

### 音響制作
- 戦国☆パラダイス -極-（2012年 - 2013年）

### 所属アーティスト
- リサメロディー